# Ivo Karlović
Ivo Karlović (ur. 28 lutego 1979 w Zagrzebiu) – chorwacki tenisista, reprezentant w Pucharze Davisa, olimpijczyk z Aten (2004).

## Kariera tenisowa
W 2000 roku rozpoczął karierę tenisową.
Początkowo grywał w turniejach z serii ITF Futures oraz ATP Challenger Tour.
W 2004 roku zagrał na igrzyskach olimpijskich w Atenach w konkurencji gry pojedynczej. Awansował w zawodach do 3 rundy, po wcześniejszych zwycięstwach z Andreim Pavelem i Arnaudem Clémentem. Odpadł po porażce z Carlosem Moyą.
Pierwszy finał zawodów ATP World Tour osiągnął w roku 2005 na trawiastych kortach w Londynie (Queen’s), eliminując m.in. Lleytona Hewiitta i Thomasa Johanssona. Spotkanie finałowe przegrał z Andym Roddickiem. Na początku 2006 roku Karlović odniósł swoje pierwsze zwycięstwo w turnieju ATP World Tour, podczas rywalizacji deblowej w Memphis. W rundzie finałowej pokonał razem z Chrisem Haggardem Amerykanów Jamesa Blake’a i Mardy’ego Fisha.
W lutym 2007 roku Chorwat doszedł do finału w San José. Mecz o tytuł przegrał z Andym Murrayem. W kwietniu Karlović wygrał swój pierwszy turniej z cyklu ATP World Tour w singlu, podczas rywalizacji na ziemnych kortach w Houston. Po drodze wyeliminował Tommy’ego Haasa, a w finale wynikiem 6:4, 6:1 Mariano Zabaletę. Latem Chorwat triumfował w Nottingham, na nawierzchni trawiastej. W drodze po tytuł pokonał m.in. Dmitrija Tursunowa, a w rundzie finałowej Arnauda Clémenta. W październiku Karlović zwyciężył w halowych rozgrywkach w Sztokholmie, po wygranej w finale nad Thomasem Johanssonem. Tegoż samego roku osiągnął ponadto finał gry podwójnej w Indianapolis, partnerując Tejmurazowi Gabaszwilemu.
Czwarty singlowy tytuł Karlović wywalczył w czerwcu 2008 roku w Nottingham, broniąc tym samym zwycięstwa z 2007 roku. Chorwat po drodze pokonał m.in. w półfinale Gaëla Monfilsa, a w finale Fernando Verdasco. Rok później Karlović osiągnął po raz pierwszy w karierze ćwierćfinał turnieju wielkoszlemowego, podczas Wimbledonu. Wyeliminował wcześniej dwóch zawodników z czołowej „dziesiątki” rankingu, Jo-Wilfrieda Tsongę i Fernando Verdasco; przegrał z Rogerem Federerem. W połowie sierpnia 2008 roku osiągnął najwyższą pozycję rankingową – nr 14.
W styczniu 2010 roku wraz z Dušanem Vemiciem doszedł do półfinału wielkoszlemowego Australian Open. Chorwacko-serbska para pokonała po drodze m.in. debel Łukasz Kubot-Oliver Marach oraz parę Lukáš Dlouhý-Leander Paes. W tego samego roku Karlović doszedł do finału singla w Delray Beach. Spotkanie finałowe przegrał z Ernestsem Gulbisem.
Piąty singlowy tytuł tenisista chorwacki wywalczył po pięciu latach, w lipcu 2013 roku w Bogocie. W finale pokonał Alejandro Fallę.
W lutym 2014 roku Karlović doszedł do finału turnieju w Memphis, w którym uległ Keiemu Nishikoriemu. W maju przegrał w meczu mistrzowskim zawodów w Düsseldorfie wynikiem 2:6, 6:7(4) z Philippem Kohlschreiberem. W lipcu zanotował kolejny finał singlowy – w Newport przegrał 3:6, 7:6(4), 6:7(3) z Lleytonem Hewittem. W tym samym miesiącu Karlović był uczestnikiem finału w Bogocie, w którym uległ Bernardowi Tomiciowi.
Kolejne singlowe zwycięstwo Chorwat osiągnął w lutym 2015, po wygranej w Delray Beach z Donaldem Youngiem 6:3, 6:3. W czerwcu Karlović został mistrzem gry podwójnej w ’s-Hertogenbosch wspólnie z Łukaszem Kubotem. Debel ten pokonał w finale Pierre’a-Huguesa Herberta i Nicolasa Mahuta. W lipcu ponownie osiągnął finał w Newport, lecz tym razem uległ w nim 6:7(5), 7:5, 6:7(2) Rajeevowi Ramowi.
W sezonie 2016 Karlović został zwycięzcą dwóch turniejów, w Newport oraz Los Cabos. Był także w finale zawodów w Waszyngtonie.
Od roku 2000 Karlović jest reprezentantem Chorwacji w Pucharze Davisa. Do końca 2016 rozegrał dla zespołu 27 meczów (singiel i debel), z których w 13 wygrywał.
Karlović jest najwyższym zawodnikiem w gronie stu najlepszych tenisistów od wprowadzenia rankingu światowego w 1973 – mierzy 211 cm. Potężnemu wzrostowi zawdzięcza nieprzeciętne możliwości serwisowe. 19 czerwca 2015 roku, podczas turnieju w Halle, ustanowił rekord świata w liczbie zaserwowanych asów w meczu do dwóch wygranych setów, serwując 45 asów i pokonując Tomáša Berdycha 7:5, 6:7(8), 6:3. Karlović jako drugi tenisista w historii przekroczył liczbę 10 000 zaserwowanych asów. Miało to miejsce podczas turnieju w Montrealu w 2015 roku w zwycięskim meczu drugiej rundy przeciwko Milosowi Raonicowi. Karlović był też rekordzistą w prędkości serwisu.

### Finały w turniejach ATP Tour
| Legenda                                      |
| -------------------------------------------- |
| Wielki Szlem                                 |
| Igrzyska olimpijskie                         |
| Tennis Masters Cup / ATP Finals              |
| ATP Masters Series / ATP Tour Masters 1000   |
| ATP International Series Gold / ATP Tour 500 |
| ATP International Series / ATP Tour 250      |

#### Gra pojedyncza (8–11)
| Końcowy wynik | Nr  | Data                 | Turniej          | Nawierzchnia  | Przeciwnik            | Wynik finału            |
| ------------- | --- | -------------------- | ---------------- | ------------- | --------------------- | ----------------------- |
| Finalista     | 1.  | 12 czerwca 2005      | Londyn (Queen’s) | Trawiasta     | Andy Roddick          | 6:7(7), 6:7(4)          |
| Finalista     | 2.  | 18 lutego 2007       | San José         | Twarda (hala) | Andy Murray           | 7:6(3), 4:6, 6:7(2)     |
| Zwycięzca     | 1.  | 15 kwietnia 2007     | Houston          | Ceglana       | Mariano Zabaleta      | 6:4, 6:1                |
| Zwycięzca     | 2.  | 23 czerwca 2007      | Nottingham       | Trawiasta     | Arnaud Clément        | 3:6, 6:4, 6:4           |
| Zwycięzca     | 3.  | 12 października 2007 | Sztokholm        | Twarda (hala) | Thomas Johansson      | 6:3, 3:6, 6:1           |
| Zwycięzca     | 4.  | 22 czerwca 2008      | Nottingham       | Trawiasta     | Fernando Verdasco     | 7:5, 6:7(4), 7:6(8)     |
| Finalista     | 3.  | 28 lutego 2010       | Delray Beach     | Twarda        | Ernests Gulbis        | 2:6, 3:6                |
| Zwycięzca     | 5.  | 21 lipca 2013        | Bogota           | Twarda        | Alejandro Falla       | 6:3, 7:6(4)             |
| Finalista     | 4.  | 16 lutego 2014       | Memphis          | Twarda (hala) | Kei Nishikori         | 4:6, 6:7(0)             |
| Finalista     | 5.  | 24 maja 2014         | Düsseldorf       | Ceglana       | Philipp Kohlschreiber | 2:6, 6:7(4)             |
| Finalista     | 6.  | 13 lipca 2014        | Newport          | Trawiasta     | Lleyton Hewitt        | 3:6, 7:6(4), 6:7(3)     |
| Finalista     | 7.  | 20 lipca 2014        | Bogota           | Twarda        | Bernard Tomic         | 6:7(5), 6:3, 6:7(4)     |
| Zwycięzca     | 6.  | 22 lutego 2015       | Delray Beach     | Twarda        | Donald Young          | 6:3, 6:3                |
| Finalista     | 8.  | 19 lipca 2015        | Newport          | Trawiasta     | Rajeev Ram            | 6:7(5), 7:5, 6:7(2)     |
| Zwycięzca     | 7.  | 17 lipca 2016        | Newport          | Trawiasta     | Gilles Müller         | 6:7(2), 7:6(5), 7:6(12) |
| Finalista     | 9.  | 24 lipca 2016        | Waszyngton       | Twarda        | Gaël Monfils          | 7:5, 6:7(6), 4:6        |
| Zwycięzca     | 8.  | 13 sierpnia 2016     | Los Cabos        | Twarda        | Feliciano López       | 7:6(5), 6:2             |
| Finalista     | 10. | 18 czerwca 2017      | ’s-Hertogenbosch | Trawiasta     | Gilles Müller         | 6:7(5), 6:7(4)          |
| Finalista     | 11. | 5 stycznia 2019      | Pune             | Twarda        | Kevin Anderson        | 6:7(4), 7:6(2), 6:7(5)  |

#### Gra podwójna (2–1)
| Końcowy wynik | Nr | Data            | Turniej          | Nawierzchnia  | Partner             | Przeciwnicy                          | Wynik finału   |
| ------------- | -- | --------------- | ---------------- | ------------- | ------------------- | ------------------------------------ | -------------- |
| Zwycięzca     | 1. | 26 lutego 2006  | Memphis          | Twarda (hala) | Chris Haggard       | James Blake Mardy Fish               | 0:6, 7:5, 10–5 |
| Finalista     | 1. | 29 lipca 2007   | Indianapolis     | Twarda        | Tejmuraz Gabaszwili | Juan Martín del Potro Travis Parrott | 6:3, 2:6, 6–10 |
| Zwycięzca     | 2. | 13 czerwca 2015 | ’s-Hertogenbosch | Trawiasta     | Łukasz Kubot        | Pierre-Hugues Herbert Nicolas Mahut  | 6:2, 7:6(9)    |

### Starty wielkoszlemowe (gra pojedyncza)
| Turniej         | 2003 | 2004 | 2005 | 2006 | 2007 | 2008 | 2009 | 2010 | 2011 | 2012 | 2013 | 2014 | 2015 | 2016 | 2017 | 2018 | 2019 | 2020 | 2021 | Wygrane turnieje | Bilans w turnieju |
| --------------- | ---- | ---- | ---- | ---- | ---- | ---- | ---- | ---- | ---- | ---- | ---- | ---- | ---- | ---- | ---- | ---- | ---- | ---- | ---- | ---------------- | ----------------- |
| Australian Open | –    | 2R   | 1R   | 1R   | 1R   | 3R   | 2R   | 4R   | 1R   | 3R   | 1R   | 1R   | 2R   | 1R   | 3R   | 3R   | 2R   | 2R   | –    | 0 / 17           | 16–17             |
| French Open     | –    | 1R   | 1R   | 2R   | 2R   | 1R   | 1R   | –    | 1R   | 1R   | –    | 3R   | 1R   | 3R   | 2R   | 1R   | 2R   | –    | –    | 0 / 14           | 8–14              |
| Wimbledon       | 3R   | 4R   | 1R   | 1R   | 1R   | 1R   | QF   | –    | 2R   | 2R   | –    | 1R   | 4R   | 2R   | 1R   | 2R   | 2R   | NH   | –    | 0 / 15           | 17–15             |
| US Open         | 3R   | 1R   | 2R   | 1R   | 1R   | 3R   | 1R   | –    | 3R   | 1R   | 2R   | 2R   | 2R   | 4R   | 1R   | –    | 1R   | 1R   | 1R   | 0 / 17           | 13–17             |
| Bilans spotkań  | 4–2  | 4–4  | 1–4  | 1–4  | 1–4  | 4–4  | 5–4  | 3–1  | 3–4  | 3–4  | 1–2  | 3–4  | 5–4  | 6–4  | 3–4  | 3–3  | 3–4  | 1–2  | 0–0  | 0–1              | 54–63             |

- W latach 2000–2002 nie zakwalifikował się do turnieju wielkoszlemowego.